# Maastrichtse Voetbal Vereniging 2012-2013
Questa voce raccoglie le informazioni riguardanti il Maastrichtse Voetbal Vereniging nelle competizioni ufficiali della stagione 2012-2013.

## Stagione
Nella stagione 2012-2013 l'MVV Maastricht ha disputato l'Eerste Divisie, seconda serie del campionato olandese di calcio, terminando la stagione al quinto posto con 50 punti conquistati in 30 giornate, frutto di 14 vittorie, 8 pareggi e 8 sconfitte. Grazie a questo piazzamento e alla vittoria del primo periodo ha partecipato agli spareggi per la promozione in Eredivisie, venendo però eliminato al secondo turno dal Volendam. Nella KNVB beker l'MVV Maastricht è sceso in campo dal secondo turno, venendo subito eliminato dal NAC Breda.

## Rosa
| N. |                        | Ruolo | Calciatore       |
| -- | ---------------------- | ----- | ---------------- |
| 1  | Belgio (bandiera)      | P     | Bram Castro      |
| 3  | Paesi Bassi (bandiera) | D     | Sjors Verdellen  |
| 4  | Belgio (bandiera)      | D     | Cor Gillis       |
| 5  | Paesi Bassi (bandiera) | D     | Sjoerd Winkens   |
| 6  | Paesi Bassi (bandiera) | C     | Nathan Rutjes    |
| 7  | Belgio (bandiera)      | C     | Tom Van Hyfte    |
| 9  | Paesi Bassi (bandiera) | A     | Mark Veldmate    |
| 10 | Paesi Bassi (bandiera) | A     | Lance Voorjans   |
| 11 | Paesi Bassi (bandiera) | A     | Malcolm Esajas   |
| 12 | Paesi Bassi (bandiera) | D     | Haybar Moustafa  |
| 13 | Paesi Bassi (bandiera) | A     | David Timmermans |
| 14 | Paesi Bassi (bandiera) | C     | Bryan Smeets     |

| N. |                               | Ruolo | Calciatore        |
| -- | ----------------------------- | ----- | ----------------- |
| 15 | Paesi Bassi (bandiera)        | D     | Kjell Knops       |
| 16 | Belgio (bandiera)             | C     | Koen Daerden      |
| 17 | Belgio (bandiera)             | D     | Leroy Labylle     |
| 18 | Macedonia del Nord (bandiera) | C     | Antonio Stankov   |
| 19 | Belgio (bandiera)             | A     | Michael La Rosa   |
| 20 | Paesi Bassi (bandiera)        | D     | Nick Kuipers      |
| 21 | Paesi Bassi (bandiera)        | A     | Danny Schreurs    |
| 22 | Paesi Bassi (bandiera)        | A     | Lloyd Borgers     |
| 23 | Belgio (bandiera)             | P     | Yannick De Winter |
| 24 | Paesi Bassi (bandiera)        | P     | Yannick Derix     |
| 25 | Paesi Bassi (bandiera)        | A     | Sven Braken       |

## Statistiche

### Statistiche di squadra
| Competizione   | Punti | In casa | In casa | In casa | In casa | In casa | In casa | In trasferta | In trasferta | In trasferta | In trasferta | In trasferta | In trasferta | Totale | Totale | Totale | Totale | Totale | Totale | DR  |
| Competizione   | Punti | G       | V       | N       | P       | Gf      | Gs      | G            | V            | N            | P            | Gf           | Gs           | G      | V      | N      | P      | Gf     | Gs     | DR  |
| -------------- | ----- | ------- | ------- | ------- | ------- | ------- | ------- | ------------ | ------------ | ------------ | ------------ | ------------ | ------------ | ------ | ------ | ------ | ------ | ------ | ------ | --- |
| Eerste Divisie | 50    | 15      | 5       | 4       | 6       | 29      | 27      | 15           | 9            | 4            | 2            | 27           | 17           | 30     | 14     | 8      | 8      | 56     | 44     | +12 |
| KNVB beker     | -     | 1       | 0       | 0       | 1       | 1       | 3       | -            | -            | -            | -            | -            | -            | 1      | 0      | 0      | 1      | 1      | 3      | -2  |
| Totale         | -     | 16      | 5       | 4       | 7       | 30      | 30      | 15           | 9            | 4            | 2            | 27           | 17           | 31     | 14     | 8      | 9      | 57     | 47     | +10 |